# Zhai Mo
Dans ce nom chinois, le nom de famille, Zhai, précède le nom personnel.
Zhai Mo est une joueuse d'échecs chinoise née en 1996, grand maître international féminin et championne de Chine 2018.
Au 1er août 2018, elle est la douzième joueuse chinoise et la 125e joueuse mondiale avec un classement Elo de 2 341 points.

## Biographie et carrière
Zhai Mo  fut championne du monde des moins de 12 ans en 2008 et cinquième du championnat du monde junior en 2014. Elle obtint le tire de grand maître international féminin en 2016.
Lors du Championnat du monde d'échecs féminin de 2017, elle fut éliminée au premier tour par la Russe Aleksandra Goriatchkina.
Elle remporte le championnat de Chine d'échecs féminin en 2018.
Lors du championnat du monde féminin de 2018, elle élimine au premier tour la Russe Olga Guiria, quinzième joueuse mondiale et au deuxième tour la Géorgienne Nino Batsiachvili les deux fois par deux gains à rien. Elle est éliminée au troisième tour (huitième de finale) par la championne du monde en titre Ju Wenjun.